# Vojenská medaile (Lucembursko)
Vojenská medaile (francouzsky Médaille militaire, německy Militärmedaille) je nejvyšší vojenské vyznamenání Lucemburského velkoknížectví. Medaile byla založena roku 1945 a udílena je za mimořádně výjimečné vojenské úspěchy.

## Historie a pravidla udílení
Medaile byla založena dne 30. října 1945 lucemburskou velkovévodkyní Šarlotou Lucemburskou na návrh prince Jana. Udělena může být za vynikající výsledky a mimořádné činy všem vojákům bez rozdílu hodnosti.

## Popis medaile
Medaile kulatého tvaru je vyrobena z bronzu. Na přední straně je podobizna velkovévodkyně Šarloty. Při vnějším okraji je kruhový nápis CHARLOTTE GRANDE-DUCHESSE DE LUXEMBOURGH. Na zadní straně je malý státní znak Lucemburska. Nalevo od něho číslo 19 a napravo 40, dohromady dávající letopočet 1940.
Stuha je modrá s jedním oranžovým proužkem uprostřed a oběma okraji lemovanými oranžovými proužky. Vyznamenání se nosí nalevo na hrudi.